# Dorota Gruca
Dorota Gruca (zeitweise Gruca-Giezek; * 5. Dezember 1970 in Tarnogród, Powiat Biłgorajski) ist eine polnische Langstreckenläuferin.
Sie wurde dreimal über 5000 m (1995, 1998, 1999), sechsmal über 10.000 m (1995, 1996, 1998, 1999, 2001, 2004) und viermal im Halbmarathon (1996, 2000, 2001) polnische Meisterin.
2000 gewann sie die Premiere des Posen-Marathons, und 2001 wurde sie Dritte beim Berliner Halbmarathon, Achte beim Twin Cities Marathon und siegte beim Richmond-Marathon. 2002 kam sie beim Nagano- und beim Monaco-Marathon jeweils auf den dritten Platz. 2003 siegte sie beim Ruhrmarathon und in Richmond. 2004 blieb sie als Siegerin des Maratón Pacífico in Mazatlán mit 2:28:49 h erstmals unter zweieinhalb Stunden. 2005 gewann sie den Salt-Lake-City-Marathon, belegte beim Marathon der Leichtathletik-Weltmeisterschaften in Helsinki den 13. Platz und wurde Dritte beim Greifenseelauf und beim Las-Vegas-Marathon. 
2006 wurde sie Zweite beim Halbmarathon-Bewerb des Houston-Marathons, Sechste beim Osaka Women’s Marathon und Achte beim Singapur-Marathon, 2007 Zweite beim Amsterdam-Marathon und 2008 Dritte beim Nagano-Marathon und Zweite beim 10-km-Lauf des Ottawa Race Weekends. Beim Marathon der Olympischen Spiele in Peking belegte sie den 30. Rang. 2009 wurde sie Dritte beim San-Antonio-Marathon, und 2010 siegte sie beim Dębno-Marathon und in Las Vegas.
Bei den Sommerbiathlon-Weltmeisterschaften 1997 in Krakau startete Gruca an der Seite von Magdalena Grzywa, Iwona Grzywa und Adrianna Babik im Staffelrennen und gewann mit dieser als Schlussläuferin die Bronzemedaille.
Dorota Gruca ist 1,59 m groß und wiegt 46 kg. Sie startet für den Verein KS Agros Zamość.

## Persönliche Bestzeiten
- 3000 m: 9:09,57 min, 30. Mai 1998, Lublin
- 5000 m: 15:18,75 min, 27. Juni 2004, Los Angeles
- 10.000 m: 31:52,2 min, 8. Mai 2004, Police
- 10-km-Straßenlauf: 32:44 min, 4. Juli 2004, Atlanta
- Halbmarathon: 1:11:56 h, 1. April 2001, Berlin
- Marathon: 2:27:46 h, 14. August 2005, Helsinki